# Myrmarachne aenescens
Myrmarachne aenescens este o specie de păianjeni din genul Myrmarachne, familia Salticidae, descrisă de Simon, 1901. Conform Catalogue of Life specia Myrmarachne aenescens nu are subspecii cunoscute.